# 앨프리드 모셔 버츠

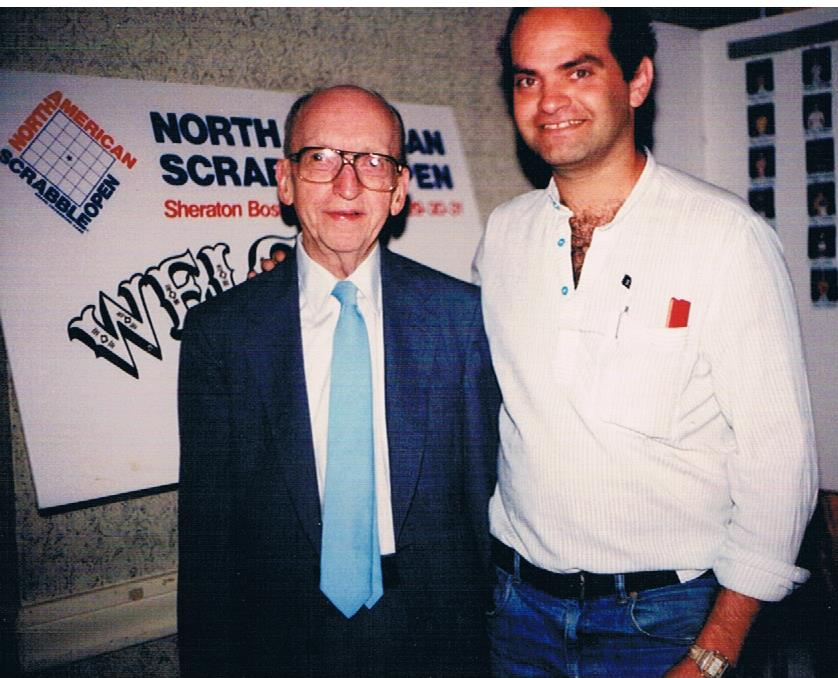

앨프리드 모셔 버츠(Alfred Mosher Butts, 1899년 4월 13일 ~ 1993년 4월 4일)은 대공황 시대에 실직한 미국의 건축가로서 세계적인 게임인 스크래블을 만들었다.